# Trichophthalma transversa
Trichophthalma transversa är en tvåvingeart som beskrevs av Paramonov 1953. Trichophthalma transversa ingår i släktet Trichophthalma och familjen Nemestrinidae. Inga underarter finns listade i Catalogue of Life.